# Haselbach (Donau)
Der Haselbach (auch Großer Haselbach und Haselgrabenbach) ist ein rund 13,9 km langer linker Zufluss der Donau, bzw. des durch den Diesenleitenbach gebildeten künstlich angelegten Urfahrer Sammelgerinnes, im Mühlviertel in Oberösterreich.

## Lauf und Landschaft
Der Große Haselbach entspringt im Ort Althellmonsödt in der Gemeinde Hellmonsödt. Er fließt durch den Haselgraben nach Süden, wo immer wieder kleinere Bäche von links und rechts münden. Bei der Speichmühle an der Gemeindegrenze zwischen Kirchschlag bei Linz und Linz mündet rechtsseitig der kleine Haselbach, der am Nordhang des Lichtenbergs an der Grenze zwischen Eidenberg und Kirchschlag entspringt. Ab der Speichmühle fließt der Haselbach entlang der Leonfeldener Straße nach Linz bis zum Marienberg, dann entlang dieser Straße und der Jägerstätterstraße. Er unterquert die Ferdinand-Markl-Straße bei der Straßenbahnschleife St. Magdalena und fließt entlang der Galvanistraße und dem Biesenfeldweg und unterquert dann die Freistädter Straße. Weiter südlich unterquert er die Mühlkreis Autobahn, wo er unmittelbar danach in den Diesenleitenbach als Sammelgerinne mündet. Bis zum Bau des Kraftwerks Abwinden mündete der Haselbach etwa hier in die Donau. Beim Marienberg wird der Kirchmühlbach ausgeleitet, der bei der Kirchmühlstraße wieder mündet. Weiter unten bei der Pulvermühlstraße wird der Pulvermühlbach ausgeleitet, der ebenfalls unterhalb wieder in den Haselbach einmündet.